# تطهیر (فیلم ۲۰۱۲)
تطهیر نام فیلم درام به‌کارگردانی آنتی یوکینن، محصول سال ۲۰۱۲ کشور فنلاند است. این فیلم بر پایهٔ رمانی به همین نام نوشتهٔ سوفی اکسانن ساخته شده است و نمایندهٔ کشور فنلاند در هشتاد و پنجمین دوره جوایز اسکار در بخش جایزه اسکار بهترین فیلم خارجی‌زبان بود که به بخش نهایی راه نیافت.

## بازیگران
- لائورا برن در نقش الید (جوانی)
- لیسی تاندفلت در نقش الید (پیری)
- آماندا پیلکه در نقش زارا
- پتر فرانتسن در نقش هانس پک
- کریستا کوسونن در نقش اینگل
- تُمی کُرپلا در نقش مارتین
- کریستیان سارو در نقش پاسا
- یارمو ماکینن در نقش لاورنتی
- یانیکا آروم در نقش کاتیا
- تُمی سالملا در نقش میلیسی
- پانو وائوهکونن در نقش پیتکا میلیسی
- تاوی الما در نقش یان برگ